# Telésforo (mitología)

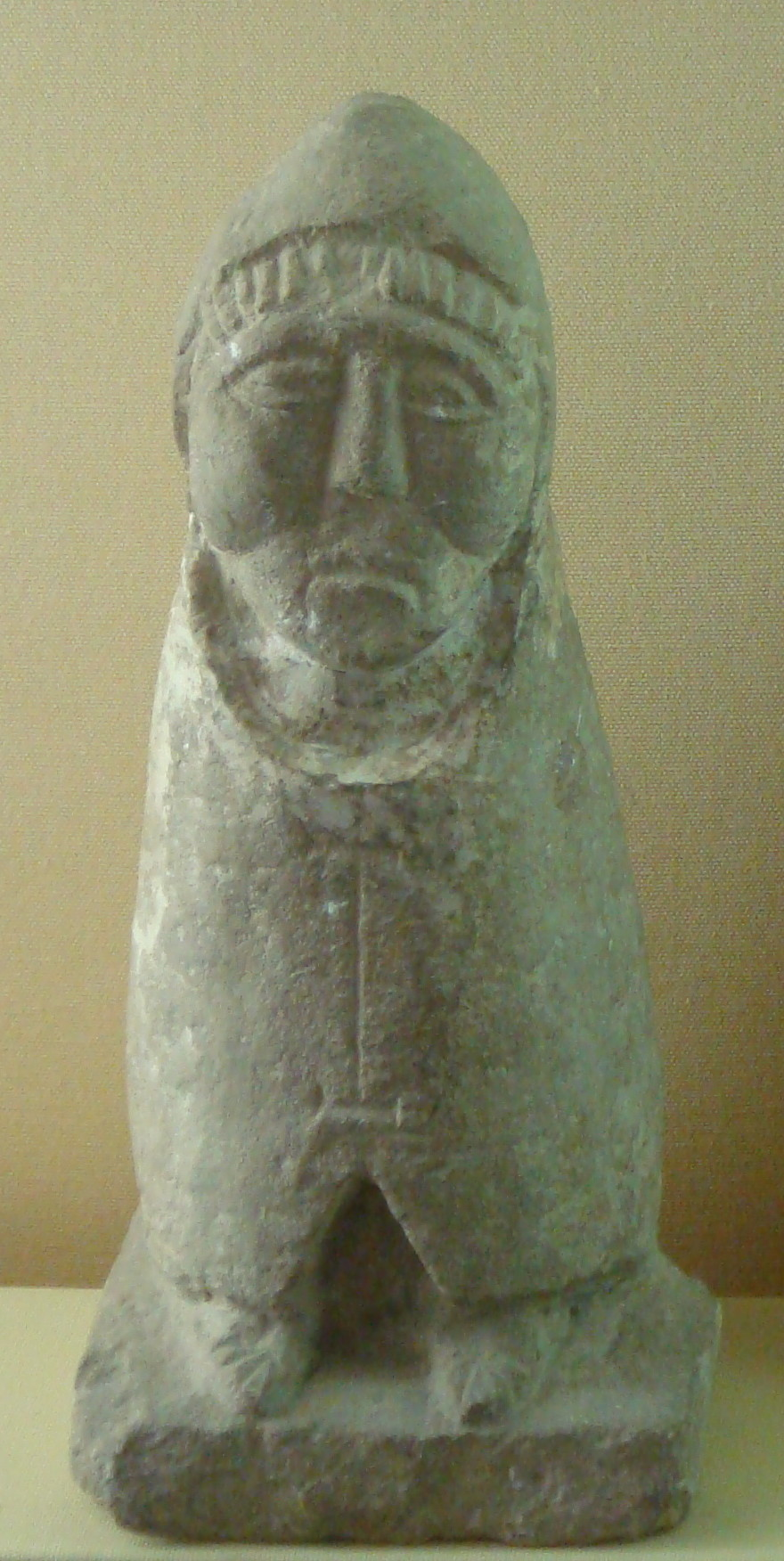
Estatua galorromana en piedra caliza de Telésforo descubierta en 1884 en Moulézan (sur de Francia), actualmente exhibida en el museo arqueológico de Nîmes. El dios está vestido con la capa con capucha típica de la representación de los celtas de la Galia romana.

En la mitología griega, Telésforo o Telesforo (en griego antiguo Τελεσφόρος: Telesphoros, ‘que trae la realización’) era un dios menor curativo, asociado con los infantes. Fue importado desde fuera de Grecia en tiempos tardíos, incorporándose desde entonces en su cultura. Acompañaba con frecuencia a su hermana, Higía. Era un enano cuya cabeza siempre estaba cubierta con una cogulla o gorro frigio.
Telésforo es el único de los tres nombres que aparece citado como hijo de Asclepio en una inscripción ática del siglo II d. C.
Se originó probablemente sobre el año 100 en Pérgamo como parte del gran culto a Asclepio en la zona. Su popularidad se incrementó en el siglo II después de que Epidauro y otros lugares adoptaran su culto. Sus representaciones aparecen principalmente en Anatolia y en la región cercana al Danubio.
La única mención de Telésforo en los textos antiguos se debe a Pausanias. Éste dice que en el santuario de Asclepio en Titane se realizaban sacrificios en honor de un tal Evamerión, quien a juicio del autor en Pérgamo es conocido como Telésforo y en Epidauro, Acesis («cura»).